# Campeonato Argentino de Futebol de 2019–20 – Quarta Divisão (Primera C)
A Primera C do Campeonato Argentino de Futebol de 2019–20, também conhecida como Primera C Metropolitana de 2019–20 ou simplesmente Primera C de 2019–20, foi a 91.ª edição de uma competição de futebol realizada na Argentina, equivalente à quarta divisão do futebol argentino para os clubes afiliados diretamente à Associação do Futebol Argentino (AFA). A liga foi organizada pela própria Associação do Futebol Argentino (AFA), sendo composta por clubes da região metropolitana de Buenos Aires. O campeonato começou em 27 de julho de 2019 e tinha término marcado para julho de 2020. Contudo, o torneio acabou sendo provisoriamente suspenso após a disputa da nona rodada do torneio Clausura, devido às medidas do governo argentino para evitar a disseminação do COVID-19. Finalmente, em 28 de abril, a Associação do Futebol Argentino (AFA) cancelou definitivamente o torneio por causa da propagação da pandemia de COVID-19.
Entre as grandes novidades para esta temporada, tivemos a diminuição de vinte para dezenove clubes e o fim do sistema de "promédios" que até a última temporada determinava os clubes rebaixados, o sistema deixou de existir em todos os certames de acesso organizados pela AFA.

## Regulamento
A Primera C de 2019–20 foi disputada por dezenove clubes e dividida em dois torneios independentes, Apertura e Clausura, ambos em turno único no sistema de pontos corridos. No Apertura, todos os times jogam entre si uma única vez e terão o mando de campo invertido nos jogos do Clausura. O primeiro colocado de cada torneio sagraria-se campeão do mesmo.
Quanto ao campeão e ao acesso à divisão superior, teríamos duas situações possíveis a serem consideradas: (1) Se um mesmo clube vencesse os dois torneios seria declarado campeão da Primera C e teria o direito de disputar a Primera B de 2020–21. Os oito clubes subsequentes na classificação geral, que agrega os resultados obtidos nos dois torneios, disputariam um "mata-mata" denominado Torneo Reducido pelo segundo e último acesso à terceirona da AFA do próximo ciclo; (2) No entanto, se times distintos conquistassem o Apertura e o Clausura, teríamos uma final com partidas de ida e volta para definir o campeão da Primera B, disputa essa com direito à prorrogação e disputa por pênaltis, caso fosse necessário. Quanto ao "mata-mata" pelo último acesso, seria disputado pelo perdedor da final e os seis times subsequentes na classificação geral.
Quanto ao descenso, ao final da temporada, seria rebaixado para a Primera D do próximo ciclo o time com a pior colocação na classificação geral. A partir desta temporada, não teríamos mais o rebaixamento pelo sistema de promédios.
Contudo, em 28 de abril de 2020, a Associação do Futebol Argentino (AFA) decretou o fim da temporada de 2019–20 do futebol argentino, devido à pandemia causada pelo COVID-19. A medida incluía, ainda, a decisão de tornar sem efeito os acessos e os rebaixamentos estabelecidos originalmente.

### Critérios de desempate
Caso haja empate de pontos entre dois clubes, os critérios de desempates serão aplicados na seguinte ordem:
1. Jogo de desempate (aplicável somente para decidir o campeão do Apertura ou Clausura)
2. Saldo de gols
3. Gols marcados
4. Pontos no confronto direto
5. Saldo de gols no confronto direto
6. Gols marcados no confronto direto

## Participantes
Além dos dezesseis clubes que permaneceram da temporada anterior, entre os novos participantes para esta edição da liga tivemos o Argentino de Merlo, campeão da Primera D de 2018–19, Real Pilar, vencedor do Torneo Reducido e o Deportivo Español, rebaixado da Primera B de 2018–19.

### Informações dos clubes
| Equipe              | Cidade            | Província       | Estádio (mando)                 | Capacidade | Título (último)       |
| ------------------- | ----------------- | --------------- | ------------------------------- | ---------- | --------------------- |
| Argentino de Merlo  | Merlo             | Buenos Aires    | Merlo                           | 11 000     | 0 (nenhum)            |
| Berazategui         | Berazategui       | Buenos Aires    | Norman Lee                      | 4 500      | 1 (em 1996–97)        |
| Cañuelas            | Cañuelas          | Buenos Aires    | José Alfredo Arín               | 3 000      | 0 (nenhum)            |
| Central Córdoba     | Rosario           | Santa Fe        | Gabino Sosa                     | 8 816      | 3 (último em 1987–88) |
| Deportivo Español   | Buenos Aires      | Capital Federal | Nueva España                    | 32 500     | 1 (em 1979)           |
| Deportivo Laferrere | Laferrere         | Buenos Aires    | Ciudad de Laferrere             | 13 000     | 2 (último em 2001–02) |
| Deportivo Merlo     | Parque San Martín | Buenos Aires    | José Manuel Moreno              | 7 500      | 2 (último em 2005–06) |
| Dock Sud            | Dock Sud          | Buenos Aires    | De los Inmigrantes              | 6 500      | 0 (nenhum)            |
| El Porvenir         | Gerli             | Buenos Aires    | Gildo Francisco Ghersinich      | 14 000     | 1 (em 1954)           |
| Excursionistas      | Buenos Aires      | Capital Federal | Excursionistas                  | 8 000      | 1 (em 2016)           |
| Ferrocarril Midland | Libertad          | Buenos Aires    | Ciudad de Libertad              | 4 000      | 0 (nenhum)            |
| General Lamadrid    | Buenos Aires      | Capital Federal | Enrique Sexto                   | 3 500      | 1 (em 2010–11)        |
| Ituzaingó           | Ituzaingó         | Buenos Aires    | Carlos Alberto Sacaan           | 5 000      | 1 (em 2000–01)        |
| Leandro N. Alem     | General Rodríguez | Buenos Aires    | Leandro N. Alem                 | 3 000      | 0 (nenhum)            |
| Luján               | Luján             | Buenos Aires    | Municipal de la Ciudad de Luján | 2 000      | 0 (nenhum)            |
| Real Pilar          | Pilar             | Buenos Aires    | Carlos Barraza                  | 10 000     | 0 (nenhum)            |
| San Martín          | Burzaco           | Buenos Aires    | Francisco Boga                  | 5 000      | 0 (nenhum)            |
| Sportivo Italiano   | Ciudad Evita      | Buenos Aires    | República de Italia             | 6 000      | 2 (último em 2013–14) |
| Victoriano Arenas   | Valentín Alsina   | Buenos Aires    | Saturnino Moure                 | 1 500      | 0 (nenhum)            |

## Torneo Aperturade 2019
O Torneo Apertura da temporada de 2019–20 começou em 27 de julho e terminou em 9 de dezembro de 2019, num total de 18 rodadas. O Cañuelas consagrou-se campeão do torneio Apertura da Primera C e assegurou uma vaga na final pelo primeiro acesso à Primera B contra o vencedor do Clausura..

### Classificação doApertura
| Pos. | Equipes             | P  | J  | V  | E | D  | GP | GC | SG  | Classificação                                         |
| ---- | ------------------- | -- | -- | -- | - | -- | -- | -- | --- | ----------------------------------------------------- |
| 1    | Cañuelas            | 39 | 18 | 12 | 3 | 3  | 25 | 15 | 10  | Campeão do Apertura; Avançaria à final do campeonato. |
| 2    | Deportivo Laferrere | 37 | 18 | 11 | 4 | 3  | 23 | 13 | 10  |                                                       |
| 3    | Dock Sud            | 33 | 18 | 9  | 6 | 3  | 26 | 13 | 13  |                                                       |
| 4    | Real Pilar          | 30 | 18 | 8  | 6 | 4  | 25 | 16 | 9   |                                                       |
| 5    | Argentino de Merlo  | 29 | 18 | 8  | 5 | 5  | 29 | 17 | 12  |                                                       |
| 6    | General Lamadrid    | 29 | 18 | 8  | 5 | 5  | 20 | 15 | 5   |                                                       |
| 7    | Berazategui         | 28 | 18 | 7  | 7 | 4  | 28 | 20 | 8   |                                                       |
| 8    | Sportivo Italiano   | 25 | 18 | 7  | 4 | 7  | 17 | 20 | −3  |                                                       |
| 9    | Central Córdoba (R) | 24 | 18 | 5  | 9 | 4  | 23 | 20 | 3   |                                                       |
| 10   | Deportivo Merlo     | 24 | 18 | 6  | 6 | 6  | 14 | 19 | −5  |                                                       |
| 11   | Deportivo Español   | 23 | 18 | 5  | 8 | 5  | 17 | 24 | −7  |                                                       |
| 12   | Ferrocarril Midland | 22 | 18 | 5  | 7 | 6  | 21 | 19 | 2   |                                                       |
| 13   | San Martín (B)      | 21 | 18 | 5  | 6 | 7  | 16 | 18 | 0   |                                                       |
| 14   | Leandro N. Alem     | 20 | 18 | 5  | 5 | 8  | 20 | 22 | −2  |                                                       |
| 15   | Victoriano Arenas   | 20 | 18 | 5  | 5 | 8  | 15 | 24 | −9  |                                                       |
| 16   | Luján               | 17 | 18 | 4  | 5 | 9  | 19 | 23 | −4  |                                                       |
| 17   | Ituzaingó           | 17 | 18 | 4  | 5 | 9  | 12 | 19 | −7  |                                                       |
| 18   | Excursionistas      | 15 | 18 | 4  | 3 | 11 | 16 | 28 | −12 |                                                       |
| 19   | El Porvenir         | 8  | 18 | 1  | 5 | 12 | 8  | 29 | −21 |                                                       |

Fonte: AFA (em castelhano), Solo Ascenso (em castelhano)

### Classificação para a Copa da Argentina
Os quatro primeiros colocados ao final do Torneo Apertura garantiram vaga na fase final da edição de 2019–20 da Copa da Argentina:
| Pos. | Equipes             | P  | J  | V  | E | D | GP | GC | SG | Classificação                              |
| ---- | ------------------- | -- | -- | -- | - | - | -- | -- | -- | ------------------------------------------ |
| 1    | Cañuelas            | 39 | 18 | 12 | 3 | 3 | 25 | 15 | 10 | Fase final da Copa da Argentina de 2019–20 |
| 2    | Deportivo Laferrere | 37 | 18 | 11 | 4 | 3 | 23 | 13 | 10 | Fase final da Copa da Argentina de 2019–20 |
| 3    | Dock Sud            | 33 | 18 | 9  | 6 | 3 | 26 | 13 | 13 | Fase final da Copa da Argentina de 2019–20 |
| 4    | Real Pilar          | 30 | 18 | 8  | 6 | 4 | 25 | 16 | 9  | Fase final da Copa da Argentina de 2019–20 |

Fonte: AFA (em castelhano), Solo Ascenso (em castelhano)

### Resultados doApertura
| Rodada 1                | Rodada 1 | Rodada 1            | Rodada 1                   | Rodada 1      | Rodada 1 |
| Mandante                | Placar   | Visitante           | Estádio                    | Data          | Hora     |
| ----------------------- | -------- | ------------------- | -------------------------- | ------------- | -------- |
| Victoriano Arenas       | 0 – 0    | San Martín (B)      | Saturnino Moure            | 27 de julho   | 12:00    |
| Argentino de Merlo      | 2 – 1    | Berazategui         | Merlo                      | 27 de julho   | 15:30    |
| Leandro N. Alem         | 1 – 1    | Ferrocarril Midland | Leandro N. Alem            | 27 de julho   | 15:30    |
| Cañuelas                | 1 – 0    | Deportivo Laferrere | José Alfredo Arín          | 27 de julho   | 15:30    |
| El Porvenir             | 0 – 0    | Dock Sud            | Gildo Francisco Ghersinich | 28 de julho   | 15:30    |
| Sportivo Italiano       | 1 – 0    | Central Córdoba (R) | República de Italia        | 28 de julho   | 15:30    |
| Ituzaingó               | 2 – 1    | Luján               | Carlos Alberto Sacaan      | 28 de julho   | 15:30    |
| Deportivo Español       | 0 – 3    | Deportivo Merlo     | Islas Malvinas             | 30 de julho   | 15:30    |
| Excursionistas          | 2 – 1    | Real Pilar          | Excursionistas             | 4 de setembro | 19:35    |
| Folga: General Lamadrid |          |                     |                            |               |          |

| Rodada 2              | Rodada 2 | Rodada 2           | Rodada 2                        | Rodada 2    | Rodada 2 |
| Mandante              | Placar   | Visitante          | Estádio                         | Data        | Hora     |
| --------------------- | -------- | ------------------ | ------------------------------- | ----------- | -------- |
| Dock Sud              | 1 – 1    | General Lamadrid   | Gildo Francisco Ghersinich      | 2 de agosto | 15:30    |
| San Martín (B)        | 2 – 0    | Ituzaingó          | Francisco Boga                  | 2 de agosto | 15:30    |
| Ferrocarril Midland   | 2 – 1    | El Porvenir        | Ciudad de Libertad              | 3 de agosto | 15:30    |
| Real Pilar            | 2 – 0    | Victoriano Arenas  | Carlos Barraza                  | 3 de agosto | 15:30    |
| Central Córdoba (R)   | 1 – 1    | Argentino de Merlo | Gabino Sosa                     | 4 de agosto | 15:30    |
| Deportivo Merlo       | 3 – 1    | Cañuelas           | José Manuel Moreno              | 4 de agosto | 15:30    |
| Deportivo Laferrere   | 0 – 0    | Sportivo Italiano  | Francisco Boga                  | 5 de agosto | 15:30    |
| Berazategui           | 0 – 0    | Leandro N. Alem    | Norman Lee                      | 5 de agosto | 15:30    |
| Luján                 | 3 – 0    | Deportivo Español  | Municipal de la Ciudad de Luján | 5 de agosto | 15:30    |
| Folga: Excursionistas |          |                    |                                 |             |          |

| Rodada 3           | Rodada 3 | Rodada 3            | Rodada 3                   | Rodada 3     | Rodada 3 |
| Mandante           | Placar   | Visitante           | Estádio                    | Data         | Hora     |
| ------------------ | -------- | ------------------- | -------------------------- | ------------ | -------- |
| Ituzaingó          | 0 – 0    | Real Pilar          | Carlos Alberto Sacaan      | 13 de agosto | 15:30    |
| Deportivo Español  | 2 – 1    | San Martín (B)      | Nueva España               | 13 de agosto | 15:30    |
| Victoriano Arenas  | 1 – 1    | Excursionistas      | Saturnino Moure            | 13 de agosto | 15:30    |
| General Lamadrid   | 1 – 0    | Ferrocarril Midland | Enrique Sexto              | 13 de agosto | 15:30    |
| Sportivo Italiano  | 2 – 0    | Deportivo Merlo     | República de Italia        | 13 de agosto | 20:00    |
| El Porvenir        | 0 – 0    | Berazategui         | Gildo Francisco Ghersinich | 14 de agosto | 15:30    |
| Leandro N. Alem    | 0 – 1    | Central Córdoba (R) | Leandro N. Alem            | 14 de agosto | 15:30    |
| Cañuelas           | 2 – 0    | Luján               | José Alfredo Arín          | 14 de agosto | 15:30    |
| Argentino de Merlo | 0 – 0    | Deportivo Laferrere | Merlo                      | 14 de agosto | 15:30    |
| Folga: Dock Sud    |          |                     |                            |              |          |

| Rodada 4                 | Rodada 4 | Rodada 4           | Rodada 4                        | Rodada 4     | Rodada 4 |
| Mandante                 | Placar   | Visitante          | Estádio                         | Data         | Hora     |
| ------------------------ | -------- | ------------------ | ------------------------------- | ------------ | -------- |
| Central Córdoba (R)      | 2 – 1    | El Porvenir        | Gabino Sosa                     | 18 de agosto | 15:30    |
| Real Pilar               | 1 – 1    | Deportivo Español  | Carlos Barraza                  | 18 de agosto | 15:30    |
| Deportivo Merlo          | 1 – 0    | Argentino de Merlo | José Manuel Moreno              | 19 de agosto | 15:30    |
| Excursionistas           | 2 – 0    | Ituzaingó          | Excursionistas                  | 19 de agosto | 15:30    |
| Berazategui              | 2 – 1    | General Lamadrid   | Norman Lee                      | 19 de agosto | 15:30    |
| Luján                    | 2 – 2    | Sportivo Italiano  | Municipal de la Ciudad de Luján | 19 de agosto | 15:30    |
| San Martín (B)           | 3 – 0    | Cañuelas           | Francisco Boga                  | 19 de agosto | 15:30    |
| Deportivo Laferrere      | 2 – 0    | Leandro N. Alem    | Ciudad de Laferrere             | 19 de agosto | 15:30    |
| Ferrocarril Midland      | 4 – 1    | Dock Sud           | Ciudad de Libertad              | 20 de agosto | 15:30    |
| Folga: Victoriano Arenas |          |                    |                                 |              |          |

| Rodada 5                   | Rodada 5 | Rodada 5            | Rodada 5                   | Rodada 5     | Rodada 5 |
| Mandante                   | Placar   | Visitante           | Estádio                    | Data         | Hora     |
| -------------------------- | -------- | ------------------- | -------------------------- | ------------ | -------- |
| Sportivo Italiano          | 0 – 1    | San Martín (B)      | República de Italia        | 23 de agosto | 15:30    |
| El Porvenir                | 0 – 1    | Deportivo Laferrere | Gildo Francisco Ghersinich | 23 de agosto | 15:30    |
| Leandro N. Alem            | 5 – 0    | Deportivo Merlo     | Leandro N. Alem            | 23 de agosto | 15:30    |
| Dock Sud                   | 1 – 0    | Berazategui         | De los Inmigrantes         | 25 de agosto | 11:00    |
| Cañuelas                   | 3 – 2    | Real Pilar          | José Alfredo Arín          | 25 de agosto | 15:30    |
| Deportivo Español          | 0 – 0    | Excursionistas      | Nueva España               | 25 de agosto | 15:30    |
| General Lamadrid           | 0 – 0    | Central Córdoba (R) | Enrique Sexto              | 26 de agosto | 15:30    |
| Ituzaingó                  | 0 – 0    | Victoriano Arenas   | Carlos Alberto Sacaan      | 26 de agosto | 15:30    |
| Argentino de Merlo         | 0 – 0    | Luján               | Merlo                      | 26 de agosto | 15:30    |
| Folga: Ferrocarril Midland |          |                     |                            |              |          |

| Rodada 6            | Rodada 6 | Rodada 6            | Rodada 6                        | Rodada 6      | Rodada 6 |
| Mandante            | Placar   | Visitante           | Estádio                         | Data          | Hora     |
| ------------------- | -------- | ------------------- | ------------------------------- | ------------- | -------- |
| Excursionistas      | 1 – 2    | Cañuelas            | Excursionistas                  | 30 de agosto  | 19:30    |
| Victoriano Arenas   | 1 – 4    | Deportivo Español   | Saturnino Moure                 | 31 de agosto  | 12:00    |
| Deportivo Merlo     | 3 – 2    | El Porvenir         | José Manuel Moreno              | 31 de agosto  | 12:00    |
| Real Pilar          | 1 – 0    | Sportivo Italiano   | Carlos Barraza                  | 31 de agosto  | 15:30    |
| Central Córdoba (R) | 2 – 2    | Dock Sud            | Gabino Sosa                     | 31 de agosto  | 15:30    |
| Luján               | 1 – 2    | Leandro N. Alem     | Municipal de la Ciudad de Luján | 1 de setembro | 14:00    |
| San Martín (B)      | 0 – 2    | Argentino de Merlo  | Francisco Boga                  | 1 de setembro | 14:00    |
| Berazategui         | 0 – 0    | Ferrocarril Midland | Norman Lee                      | 2 de setembro | 15:30    |
| Deportivo Laferrere | 2 – 0    | General Lamadrid    | Ciudad de Laferrere             | 2 de setembro | 19:00    |
| Folga: Ituzaingó    |          |                     |                                 |               |          |

| Rodada 7            | Rodada 7 | Rodada 7            | Rodada 7                   | Rodada 7      | Rodada 7 |
| Mandante            | Placar   | Visitante           | Estádio                    | Data          | Hora     |
| ------------------- | -------- | ------------------- | -------------------------- | ------------- | -------- |
| El Porvenir         | 1 – 1    | Luján               | Gildo Francisco Ghersinich | 6 de setembro | 15:30    |
| Cañuelas            | 2 – 0    | Victoriano Arenas   | José Alfredo Arín          | 7 de setembro | 15:30    |
| Ferrocarril Midland | 1 – 2    | Central Córdoba (R) | Ciudad de Libertad         | 7 de setembro | 15:30    |
| Leandro N. Alem     | 1 – 0    | San Martín (B)      | Leandro N. Alem            | 7 de setembro | 15:30    |
| General Lamadrid    | 0 – 0    | Deportivo Merlo     | Enrique Sexto              | 8 de setembro | 15:30    |
| Argentino de Merlo  | 0 – 1    | Real Pilar          | Merlo                      | 8 de setembro | 15:30    |
| Deportivo Español   | 0 – 3    | Ituzaingó           | Nueva España               | 8 de setembro | 15:30    |
| Sportivo Italiano   | 1 – 0    | Excursionistas      | República de Italia        | 9 de setembro | 15:30    |
| Dock Sud            | 0 – 1    | Deportivo Laferrere | De los Inmigrantes         | 9 de setembro | 15:30    |
| Folga: Berazategui  |          |                     |                            |               |          |

| Rodada 8                 | Rodada 8 | Rodada 8            | Rodada 8                        | Rodada 8       | Rodada 8 |
| Mandante                 | Placar   | Visitante           | Estádio                         | Data           | Hora     |
| ------------------------ | -------- | ------------------- | ------------------------------- | -------------- | -------- |
| Luján                    | 2 – 3    | General Lamadrid    | Municipal de la Ciudad de Luján | 14 de setembro | 11:00    |
| Deportivo Merlo          | 0 – 3    | Dock Sud            | José Manuel Moreno              | 14 de setembro | 12:00    |
| Central Córdoba (R)      | 2 – 2    | Berazategui         | Gabino Sosa                     | 14 de setembro | 15:30    |
| Real Pilar               | 1 – 0    | Leandro N. Alem     | Carlos Barraza                  | 15 de setembro | 15:30    |
| Excursionistas           | 3 – 1    | Argentino de Merlo  | Excursionistas                  | 15 de setembro | 15:30    |
| Ituzaingó                | 0 – 0    | Cañuelas            | Carlos Alberto Sacaan           | 16 de setembro | 15:30    |
| Victoriano Arenas        | 2 – 1    | Sportivo Italiano   | Saturnino Moure                 | 16 de setembro | 15:30    |
| San Martín (B)           | 0 – 0    | El Porvenir         | Francisco Boga                  | 16 de setembro | 15:30    |
| Deportivo Laferrere      | 0 – 0    | Ferrocarril Midland | Ciudad de Laferrere             | 16 de setembro | 19:30    |
| Folga: Deportivo Español |          |                     |                                 |                |          |

| Rodada 9                         | Rodada 9 | Rodada 9            | Rodada 9                   | Rodada 9       | Rodada 9 |
| Mandante                         | Placar   | Visitante           | Estádio                    | Data           | Hora     |
| -------------------------------- | -------- | ------------------- | -------------------------- | -------------- | -------- |
| El Porvenir                      | 0 – 3    | Real Pilar          | Gildo Francisco Ghersinich | 20 de setembro | 15:30    |
| Leandro N. Alem                  | 0 – 2    | Excursionistas      | Leandro N. Alem            | 20 de setembro | 15:30    |
| Ferrocarril Midland              | 0 – 0    | Deportivo Merlo     | Ciudad de Libertad         | 21 de setembro | 11:00    |
| Cañuelas                         | 1 – 1    | Deportivo Español   | José Alfredo Arín          | 21 de setembro | 15:30    |
| Berazategui                      | 6 – 4    | Deportivo Laferrere | Norman Lee                 | 22 de setembro | 11:00    |
| General Lamadrid                 | 1 – 1    | San Martín (B)      | Enrique Sexto              | 22 de setembro | 15:30    |
| Dock Sud                         | 0 – 0    | Luján               | De los Inmigrantes         | 23 de setembro | 15:30    |
| Argentino de Merlo               | 5 – 1    | Victoriano Arenas   | Merlo                      | 23 de setembro | 15:30    |
| Sportivo Italiano                | 1 – 0    | Ituzaingó           | República de Italia        | 23 de setembro | 15:30    |
| Folga: Central Córdoba (Rosario) |          |                     |                            |                |          |

| Rodada 10           | Rodada 10 | Rodada 10           | Rodada 10                       | Rodada 10      | Rodada 10 |
| Mandante            | Placar    | Visitante           | Estádio                         | Data           | Hora      |
| ------------------- | --------- | ------------------- | ------------------------------- | -------------- | --------- |
| Excursionistas      | 0 – 1     | El Porvenir         | Excursionistas                  | 27 de setembro | 19:30     |
| Deportivo Merlo     | 1 – 0     | Berazategui         | José Manuel Moreno              | 28 de setembro | 12:30     |
| San Martín (B)      | 0 – 2     | Dock Sud            | Francisco Boga                  | 29 de setembro | 11:00     |
| Ituzaingó           | 1 – 4     | Argentino de Merlo  | Carlos Alberto Sacaan           | 29 de setembro | 15:30     |
| Deportivo Español   | 0 – 0     | Sportivo Italiano   | Nueva España                    | 29 de setembro | 15:30     |
| Deportivo Laferrere | 2 – 1     | Central Córdoba (R) | Ciudad de Laferrere             | 29 de setembro | 15:30     |
| Victoriano Arenas   | 1 – 1     | Leandro N. Alem     | Saturnino Moure                 | 30 de setembro | 15:30     |
| Real Pilar          | 0 – 1     | General Lamadrid    | Carlos Barraza                  | 30 de setembro | 15:30     |
| Luján               | 1 – 2     | Ferrocarril Midland | Municipal de la Ciudad de Luján | 1 de outubro   | 15:30     |
| Folga: Cañuelas     |           |                     |                                 |                |           |

| Rodada 11                  | Rodada 11 | Rodada 11         | Rodada 11                  | Rodada 11    | Rodada 11 |
| Mandante                   | Placar    | Visitante         | Estádio                    | Data         | Hora      |
| -------------------------- | --------- | ----------------- | -------------------------- | ------------ | --------- |
| Sportivo Italiano          | 1 – 1     | Cañuelas          | República de Italia        | 5 de outubro | 15:30     |
| Central Córdoba (R)        | 0 – 0     | Deportivo Merlo   | Gabino Sosa                | 5 de outubro | 15:30     |
| Berazategui                | 2 – 1     | Luján             | Norman Lee                 | 6 de outubro | 11:00     |
| General Lamadrid           | 2 – 0     | Excursionistas    | Enrique Sexto              | 6 de outubro | 15:30     |
| Dock Sud                   | 2 – 0     | Real Pilar        | De los Inmigrantes         | 7 de outubro | 15:30     |
| Ferrocarril Midland        | 0 – 0     | San Martín (B)    | Ciudad de Libertad         | 7 de outubro | 15:30     |
| El Porvenir                | 0 – 3     | Victoriano Arenas | Gildo Francisco Ghersinich | 7 de outubro | 15:30     |
| Argentino de Merlo         | 1 – 1     | Deportivo Español | Merlo                      | 8 de outubro | 15:30     |
| Leandro N. Alem            | 2 – 1     | Ituzaingó         | Leandro N. Alem            | 8 de outubro | 15:30     |
| Folga: Deportivo Laferrere |           |                   |                            |              |           |

| Rodada 12                | Rodada 12 | Rodada 12           | Rodada 12                       | Rodada 12     | Rodada 12 |
| Mandante                 | Placar    | Visitante           | Estádio                         | Data          | Hora      |
| ------------------------ | --------- | ------------------- | ------------------------------- | ------------- | --------- |
| Victoriano Arenas        | 0 – 1     | General Lamadrid    | Saturnino Moure                 | 12 de outubro | 13:00     |
| Real Pilar               | 2 – 2     | Ferrocarril Midland | Carlos Barraza                  | 12 de outubro | 15:30     |
| Deportivo Merlo          | 0 – 1     | Deportivo Laferrere | José Manuel Moreno              | 12 de outubro | 15:30     |
| Luján                    | 0 – 0     | Central Córdoba (R) | Municipal de la Ciudad de Luján | 13 de outubro | 15:30     |
| Cañuelas                 | 2 – 1     | Argentino de Merlo  | José Alfredo Arín               | 13 de outubro | 15:30     |
| Excursionistas           | 0 – 3     | Dock Sud            | Excursionistas                  | 13 de outubro | 15:30     |
| Ituzaingó                | 1 – 0     | El Porvenir         | Carlos Alberto Sacaan           | 13 de outubro | 15:30     |
| Deportivo Español        | 1 – 0     | Leandro N. Alem     | Nueva España                    | 14 de outubro | 15:30     |
| San Martín (B)           | 2 – 2     | Berazategui         | Francisco Boga                  | 14 de outubro | 15:30     |
| Folga: Sportivo Italiano |           |                     |                                 |               |           |

| Rodada 13              | Rodada 13 | Rodada 13         | Rodada 13                  | Rodada 13     | Rodada 13 |
| Mandante               | Placar    | Visitante         | Estádio                    | Data          | Hora      |
| ---------------------- | --------- | ----------------- | -------------------------- | ------------- | --------- |
| Ferrocarril Midland    | 2 – 0     | Excursionistas    | Ciudad de Libertad         | 19 de outubro | 12:00     |
| Central Córdoba (R)    | 3 – 0     | San Martín (B)    | Gabino Sosa                | 19 de outubro | 15:30     |
| El Porvenir            | 0 – 1     | Deportivo Español | Gildo Francisco Ghersinich | 20 de outubro | 11:00     |
| Berazategui            | 1 – 1     | Real Pilar        | Norman Lee                 | 20 de outubro | 15:30     |
| General Lamadrid       | 1 – 0     | Ituzaingó         | Enrique Sexto              | 20 de outubro | 15:30     |
| Deportivo Laferrere    | 1 – 0     | Luján             | Ciudad de Laferrere        | 20 de outubro | 19:30     |
| Dock Sud               | 2 – 0     | Victoriano Arenas | De los Inmigrantes         | 21 de outubro | 15:30     |
| Leandro N. Alem        | 0 – 1     | Cañuelas          | Leandro N. Alem            | 21 de outubro | 15:30     |
| Argentino de Merlo     | 2 – 0     | Sportivo Italiano | Merlo                      | 21 de outubro | 15:30     |
| Folga: Deportivo Merlo |           |                   |                            |               |           |

| Rodada 14                 | Rodada 14 | Rodada 14           | Rodada 14                       | Rodada 14     | Rodada 14 |
| Mandante                  | Placar    | Visitante           | Estádio                         | Data          | Hora      |
| ------------------------- | --------- | ------------------- | ------------------------------- | ------------- | --------- |
| Real Pilar                | 3 – 3     | Central Córdoba (R) | Carlos Barraza                  | 29 de outubro | 15:30     |
| Cañuelas                  | 3 – 0     | El Porvenir         | José Alfredo Arín               | 1 de novembro | 15:30     |
| Victoriano Arenas         | 3 – 2     | Ferrocarril Midland | Saturnino Moure                 | 1 de novembro | 15:30     |
| Sportivo Italiano         | 4 – 2     | Leandro N. Alem     | República de Italia             | 2 de novembro | 15:30     |
| Deportivo Español         | 2 – 1     | General Lamadrid    | Nueva España                    | 2 de novembro | 15:30     |
| Ituzaingó                 | 1 – 2     | Dock Sud            | Carlos Alberto Sacaan           | 2 de novembro | 15:30     |
| Excursionistas            | 2 – 4     | Berazategui         | Excursionistas                  | 2 de novembro | 15:30     |
| Luján                     | 3 – 0     | Deportivo Merlo     | Municipal de la Ciudad de Luján | 3 de novembro | 15:30     |
| San Martín (B)            | 1 – 2     | Deportivo Laferrere | Francisco Boga                  | 4 de novembro | 15:30     |
| Folga: Argentino de Merlo |           |                     |                                 |               |           |

| Rodada 15           | Rodada 15 | Rodada 15          | Rodada 15                  | Rodada 15              | Rodada 15 |
| Mandante            | Placar    | Visitante          | Estádio                    | Data                   | Hora      |
| ------------------- | --------- | ------------------ | -------------------------- | ---------------------- | --------- |
| Dock Sud            | 0 – 0     | Deportivo Español  | De los Inmigrantes         | 9 de novembro de 2019  | 11:00     |
| Deportivo Merlo     | 0 – 0     | San Martín (B)     | José Manuel Moreno         | 9 de novembro de 2019  | 15:30     |
| Central Córdoba (R) | 2 – 2     | Excursionistas     | Gabino Sosa                | 9 de novembro de 2019  | 15:30     |
| Berazategui         | 1 – 0     | Victoriano Arenas  | Norman Lee                 | 10 de novembro de 2019 | 12:00     |
| Deportivo Laferrere | 1 – 1     | Real Pilar         | Ciudad de Laferrere        | 10 de novembro de 2019 | 15:30     |
| Ferrocarril Midland | 0 – 1     | Ituzaingó          | Ciudad de Libertad         | 10 de novembro de 2019 | 15:30     |
| General Lamadrid    | 0 – 1     | Cañuelas           | Enrique Sexto              | 10 de novembro de 2019 | 15:30     |
| El Porvenir         | 0 – 1     | Sportivo Italiano  | Gildo Francisco Ghersinich | 11 de novembro de 2019 | 15:30     |
| Leandro N. Alem     | 2 – 1     | Argentino de Merlo | Leandro N. Alem            | 11 de novembro de 2019 | 15:30     |
| Folga: Luján        |           |                    |                            |                        |           |

| Rodada 16              | Rodada 16 | Rodada 16           | Rodada 16             | Rodada 16              | Rodada 16 |
| Mandante               | Placar    | Visitante           | Estádio               | Data                   | Hora      |
| ---------------------- | --------- | ------------------- | --------------------- | ---------------------- | --------- |
| Deportivo Español      | 1 – 1     | Ferrocarril Midland | Nueva España          | 16 de novembro de 2019 | 17:00     |
| Ituzaingó              | 1 – 1     | Berazategui         | Carlos Alberto Sacaan | 16 de novembro de 2019 | 17:00     |
| Excursionistas         | 1 – 2     | Deportivo Laferrere | Excursionistas        | 17 de novembro de 2019 | 17:00     |
| Real Pilar             | 2 – 0     | Deportivo Merlo     | Carlos Barraza        | 17 de novembro de 2019 | 17:00     |
| San Martín (B)         | 3 – 1     | Luján               | Francisco Boga        | 17 de novembro de 2019 | 17:00     |
| Argentino de Merlo     | 3 – 0     | El Porvenir         | Merlo                 | 18 de novembro de 2019 | 17:00     |
| Sportivo Italiano      | 2 – 1     | General Lamadrid    | República de Italia   | 18 de novembro de 2019 | 17:00     |
| Cañuelas               | 1 – 2     | Dock Sud            | José Alfredo Arín     | 18 de novembro de 2019 | 17:00     |
| Victoriano Arenas      | 1 – 0     | Central Córdoba (R) | Saturnino Moure       | 18 de novembro de 2019 | 17:00     |
| Folga: Leandro N. Alem |           |                     |                       |                        |           |

| Rodada 17                   | Rodada 17 | Rodada 17          | Rodada 17                       | Rodada 17              | Rodada 17 |
| Mandante                    | Placar    | Visitante          | Estádio                         | Data                   | Hora      |
| --------------------------- | --------- | ------------------ | ------------------------------- | ---------------------- | --------- |
| Deportivo Laferrere         | 0 – 1     | Victoriano Arenas  | Ciudad de Laferrere             | 22 de novembro de 2019 | 20:00     |
| Deportivo Merlo             | 3 – 0     | Excursionistas     | José Manuel Moreno              | 23 de novembro de 2019 | 17:00     |
| Central Córdoba (R)         | 2 – 1     | Ituzaingó          | Gabino Sosa                     | 23 de novembro de 2019 | 17:00     |
| Ferrocarril Midland         | 1 – 2     | Cañuelas           | Ciudad de Libertad              | 24 de novembro de 2019 | 17:00     |
| General Lamadrid            | 1 – 1     | Argentino de Merlo | Enrique Sexto                   | 24 de novembro de 2019 | 17:00     |
| Luján                       | 0 – 2     | Real Pilar         | Municipal de la Ciudad de Luján | 25 de novembro de 2019 | 17:00     |
| Berazategui                 | 3 – 0     | Deportivo Español  | Norman Lee                      | 25 de novembro de 2019 | 17:00     |
| Dock Sud                    | 4 – 0     | Sportivo Italiano  | De los Inmigrantes              | 25 de novembro de 2019 | 17:00     |
| El Porvenir                 | 2 – 2     | Leandro N. Alem    | Gildo Francisco Ghersinich      | 26 de novembro de 2019 | 17:00     |
| Folga: San Martín (Burzaco) |           |                    |                                 |                        |           |

| Rodada 18          | Rodada 18 | Rodada 18           | Rodada 18             | Rodada 18              | Rodada 18 |
| Mandante           | Placar    | Visitante           | Estádio               | Data                   | Hora      |
| ------------------ | --------- | ------------------- | --------------------- | ---------------------- | --------- |
| Leandro N. Alem    | 1 – 2     | General Lamadrid    | Leandro N. Alem       | 30 de novembro de 2019 | 17:00     |
| Argentino de Merlo | 2 – 0     | Dock Sud            | Merlo                 | 30 de novembro de 2019 | 17:00     |
| Sportivo Italiano  | 0 – 1     | Ferrocarril Midland | República de Italia   | 30 de novembro de 2019 | 17:00     |
| Cañuelas           | 1 – 0     | Berazategui         | José Alfredo Arín     | 30 de novembro de 2019 | 17:00     |
| Ituzaingó          | 0 – 1     | Deportivo Laferrere | Carlos Alberto Sacaan | 30 de novembro de 2019 | 17:00     |
| Victoriano Arenas  | 0 – 0     | Deportivo Merlo     | Saturnino Moure       | 30 de novembro de 2019 | 17:00     |
| Deportivo Español  | 2 – 2     | Central Córdoba (R) | Nueva España          | 2 de dezembro de 2019  | 17:00     |
| Excursionistas     | 0 – 1     | Luján               | Excursionistas        | 2 de dezembro de 2019  | 17:00     |
| Real Pilar         | 2 – 0     | San Martín (B)      | Carlos Barraza        | 2 de dezembro de 2019  | 17:00     |
| Folga: El Porvenir |           |                     |                       |                        |           |

| Rodada 19           | Rodada 19 | Rodada 19          | Rodada 19                       | Rodada 19             | Rodada 19 |
| Mandante            | Placar    | Visitante          | Estádio                         | Data                  | Hora      |
| ------------------- | --------- | ------------------ | ------------------------------- | --------------------- | --------- |
| Deportivo Laferrere | 3 – 1     | Deportivo Español  | Ciudad de Laferrere             | 7 de dezembro de 2019 | 17:00     |
| Central Córdoba (R) | 0 – 1     | Cañuelas           | Gabino Sosa                     | 7 de dezembro de 2019 | 17:00     |
| Ferrocarril Midland | 2 – 3     | Argentino de Merlo | Ciudad de Libertad              | 8 de dezembro de 2019 | 17:00     |
| Dock Sud            | 1 – 1     | Leandro N. Alem    | De los Inmigrantes              | 8 de dezembro de 2019 | 17:00     |
| San Martín (B)      | 2 – 0     | Excursionistas     | Francisco Boga                  | 9 de dezembro de 2019 | 17:00     |
| Luján               | 2 – 1     | Victoriano Arenas  | Municipal de la Ciudad de Luján | 9 de dezembro de 2019 | 17:00     |
| Deportivo Merlo     | 0 – 0     | Ituzaingó          | José Manuel Moreno              | 9 de dezembro de 2019 | 17:00     |
| Berazategui         | 3 – 1     | Sportivo Italiano  | Norman Lee                      | 9 de dezembro de 2019 | 17:00     |
| General Lamadrid    | 3 – 0     | El Porvenir        | Enrique Sexto                   | 9 de dezembro de 2019 | 17:00     |
| Folga: Real Pilar   |           |                    |                                 |                       |           |

Notas:
1. ↑  Devido a problemas na subestação Allende, não houve fornecimento de energia para o estádio Enrique Sexto e a partida entre o time da casa contra o El Porvenir foi suspensa e será disputada na segunda-feira, dia 9 de dezembro às 17 horas (horário local).[24]

## Torneo Clausurade 2020
O Torneo Clausura da temporada de 2019–20 começou em 24 de janeiro e seria originalmente concluído em 23 de maio de 2020, num total de 19 rodadas (18 jogos para cada clube; um deles folgando a cada rodada). O campeão deste torneio asseguraria uma vaga na final da Primera C de 2019–20 contra o Cañuelas (campeão do Torneo Apertura), na busca pelo acesso à divisão seguinte da próxima temporada. No entanto, o torneio acabou sendo suspenso em março de 2020 e cancelado definitivamente em 28 de maio de 2020.

### Classificação doClausura
| Pos. | Equipes             | P  | J | V | E | D | GP | GC | SG |
| ---- | ------------------- | -- | - | - | - | - | -- | -- | -- |
| 1    | Deportivo Merlo     | 20 | 9 | 6 | 2 | 1 | 17 | 7  | 10 |
| 2    | Excursionistas      | 16 | 8 | 5 | 1 | 2 | 12 | 8  | 4  |
| 3    | Real Pilar          | 15 | 9 | 4 | 3 | 2 | 12 | 7  | 5  |
| 4    | Luján               | 15 | 9 | 4 | 3 | 2 | 9  | 8  | 1  |
| 5    | Dock Sud            | 14 | 8 | 4 | 2 | 2 | 11 | 10 | 1  |
| 6    | Ferrocarril Midland | 13 | 8 | 4 | 1 | 3 | 10 | 9  | 1  |
| 7    | Victoriano Arenas   | 12 | 8 | 3 | 3 | 2 | 14 | 9  | 5  |
| 8    | Ituzaingó           | 12 | 8 | 3 | 3 | 2 | 10 | 8  | 2  |
| 9    | Deportivo Laferrere | 12 | 9 | 3 | 3 | 3 | 9  | 9  | 0  |
| 10   | Argentino de Merlo  | 12 | 9 | 3 | 3 | 3 | 13 | 14 | –1 |
| 11   | Leandro N. Alem     | 12 | 9 | 3 | 3 | 3 | 11 | 13 | –2 |
| 12   | San Martín (B)      | 12 | 9 | 3 | 3 | 3 | 8  | 10 | –2 |
| 13   | General Lamadrid    | 11 | 8 | 3 | 2 | 3 | 8  | 7  | 1  |
| 14   | Central Córdoba (R) | 9  | 8 | 2 | 3 | 3 | 7  | 5  | 2  |
| 15   | Sportivo Italiano   | 9  | 9 | 1 | 6 | 2 | 7  | 8  | –1 |
| 16   | El Porvenir         | 9  | 9 | 2 | 3 | 4 | 5  | 12 | –7 |
| 17   | Berazategui         | 7  | 8 | 2 | 1 | 5 | 11 | 13 | –2 |
| 18   | Cañuelas            | 5  | 9 | 1 | 2 | 6 | 5  | 14 | –9 |
| 19   | Deportivo Español   | 3  | 8 | 0 | 3 | 5 | 4  | 12 | –8 |

| Fonte: - AFA (em castelhano) |  | Regras para classificação: 1. Pontos 2. Play-off (aplicável somente em caso de empate em pontos para decidir o campeão) 3. Saldo de gols 4. Gols marcados 5. Pontos no confronto direto 6. Saldo de gols no confronto direto 7. Gols marcados no confronto direto. |

### Resultados doClausura
| Rodada 1            | Rodada 1 | Rodada 1           | Rodada 1                        | Rodada 1      | Rodada 1 |
| Mandante            | Placar   | Visitante          | Estádio                         | Data          | Hora     |
| ------------------- | -------- | ------------------ | ------------------------------- | ------------- | -------- |
| Dock Sud            | 0 – 0    | El Porvenir        | De los Inmigrantes              | 24 de janeiro | 17:00    |
| Luján               | 2 – 1    | Ituzaingó          | Municipal de la Ciudad de Luján | 25 de janeiro | 17:00    |
| Central Córdoba (R) | 0 – 0    | Sportivo Italiano  | Gabino Sosa                     | 25 de janeiro | 17:00    |
| San Martín (B)      | 1 – 1    | Victoriano Arenas  | Francisco Boga                  | 25 de janeiro | 17:00    |
| Deportivo Laferrere | 1 – 0    | Cañuelas           | Ciudad de Laferrere             | 25 de janeiro | 17:00    |
| Deportivo Merlo     | 1 – 0    | Deportivo Español  | José Manuel Moreno              | 25 de janeiro | 17:00    |
| Real Pilar          | 1 – 1    | Excursionistas     | Carlos Barraza                  | 26 de janeiro | 17:00    |
| Ferrocarril Midland | 1 – 2    | Leandro N. Alem    | Ciudad de Libertad              | 26 de janeiro | 17:00    |
| Berazategui         | 2 – 0    | Argentino de Merlo | Norman Lee                      | 27 de janeiro | 17:00    |

| Rodada 2           | Rodada 2 | Rodada 2            | Rodada 2                   | Rodada 2       | Rodada 2 |
| Mandante           | Placar   | Visitante           | Estádio                    | Data           | Hora     |
| ------------------ | -------- | ------------------- | -------------------------- | -------------- | -------- |
| El Porvenir        | 1 – 2    | Ferrocarril Midland | Gildo Francisco Ghersinich | 31 de janeiro  | 17:00    |
| Sportivo Italiano  | 1 – 1    | Deportivo Laferrere | República de Italia        | 31 de janeiro  | 17:00    |
| Leandro N. Alem    | 3 – 3    | Berazategui         | Leandro N. Alem            | 31 de janeiro  | 17:00    |
| Ituzaingó          | 1 – 1    | San Martín (B)      | Carlos Alberto Sacaan      | 31 de janeiro  | 17:00    |
| Victoriano Arenas  | 1 – 2    | Real Pilar          | Saturnino Moure            | 1 de fevereiro | 17:00    |
| General Lamadrid   | 3 – 0    | Dock Sud            | Enrique Sexto              | 1 de fevereiro | 17:00    |
| Argentino de Merlo | 1 – 0    | Central Córdoba (R) | Merlo                      | 1 de fevereiro | 17:00    |
| Deportivo Español  | 1 – 1    | Luján               | Nueva España               | 1 de fevereiro | 17:00    |
| Cañuelas           | 0 – 4    | Deportivo Merlo     | José Alfredo Arín          | 1 de fevereiro | 17:00    |

| Rodada 3            | Rodada 3 | Rodada 3           | Rodada 3                        | Rodada 3       | Rodada 3 |
| Mandante            | Placar   | Visitante          | Estádio                         | Data           | Hora     |
| ------------------- | -------- | ------------------ | ------------------------------- | -------------- | -------- |
| Berazategui         | 0 – 1    | El Porvenir        | Norman Lee                      | 4 de fevereiro | 17:00    |
| Excursionistas      | 1 – 0    | Victoriano Arenas  | Excursionistas                  | 4 de fevereiro | 17:00    |
| Central Córdoba (R) | 0 – 0    | Leandro N. Alem    | Gabino Sosa                     | 4 de fevereiro | 17:00    |
| Deportivo Merlo     | 1 – 1    | Sportivo Italiano  | José Manuel Moreno              | 4 de fevereiro | 17:00    |
| Deportivo Laferrere | 3 – 3    | Argentino de Merlo | Ciudad de Laferrere             | 4 de fevereiro | 20:00    |
| Luján               | 1 – 0    | Cañuelas           | Municipal de la Ciudad de Luján | 5 de fevereiro | 17:00    |
| San Martín (B)      | 1 – 0    | Deportivo Español  | Francisco Boga                  | 5 de fevereiro | 17:00    |
| Real Pilar          | 0 – 1    | Ituzaingó          | Carlos Barraza                  | 5 de fevereiro | 17:00    |
| Ferrocarril Midland | 0 – 0    | General Lamadrid   | Ciudad de Libertad              | 5 de fevereiro | 17:30    |

| Rodada 4           | Rodada 4 | Rodada 4            | Rodada 4                   | Rodada 4        | Rodada 4 |
| Mandante           | Placar   | Visitante           | Estádio                    | Data            | Hora     |
| ------------------ | -------- | ------------------- | -------------------------- | --------------- | -------- |
| Deportivo Español  | 0 – 2    | Real Pilar          | Nueva España               | 8 de fevereiro  | 17:00    |
| Cañuelas           | 0 – 1    | San Martín (B)      | José Alfredo Arín          | 9 de fevereiro  | 17:00    |
| General Lamadrid   | 0 – 2    | Berazategui         | Enrique Sexto              | 9 de fevereiro  | 17:00    |
| Argentino de Merlo | 1 – 2    | Deportivo Merlo     | Merlo                      | 9 de fevereiro  | 17:00    |
| Leandro N. Alem    | 1 – 0    | Deportivo Laferrere | Leandro N. Alem            | 10 de fevereiro | 17:00    |
| Ituzaingó          | 2 – 1    | Excursionistas      | Carlos Alberto Sacaan      | 10 de fevereiro | 17:00    |
| Sportivo Italiano  | 2 – 0    | Luján               | República de Italia        | 10 de fevereiro | 17:00    |
| Dock Sud           | 2 – 1    | Ferrocarril Midland | De los Inmigrantes         | 11 de fevereiro | 17:00    |
| El Porvenir        | 0 – 4    | Central Córdoba (R) | Gildo Francisco Ghersinich | 11 de fevereiro | 17:00    |

| Rodada 5            | Rodada 5 | Rodada 5           | Rodada 5                        | Rodada 5        | Rodada 5 |
| Mandante            | Placar   | Visitante          | Estádio                         | Data            | Hora     |
| ------------------- | -------- | ------------------ | ------------------------------- | --------------- | -------- |
| Victoriano Arenas   | 2 – 1    | Ituzaingó          | Saturnino Moure                 | 15 de fevereiro | 17:00    |
| Deportivo Merlo     | 0 – 0    | Leandro N. Alem    | José Manuel Moreno              | 15 de fevereiro | 17:00    |
| Real Pilar          | 0 – 1    | Cañuelas           | Carlos Barraza                  | 15 de fevereiro | 17:00    |
| Deportivo Laferrere | 2 – 1    | El Porvenir        | Ciudad de Laferrere             | 15 de fevereiro | 21:00    |
| Berazategui         | 2 – 3    | Dock Sud           | Norman Lee                      | 16 de fevereiro | 17:00    |
| Central Córdoba (R) | 1 – 1    | General Lamadrid   | Gabino Sosa                     | 16 de fevereiro | 17:00    |
| San Martín (B)      | 0 – 0    | Sportivo Italiano  | Francisco Boga                  | 16 de fevereiro | 17:00    |
| Luján               | 1 – 1    | Argentino de Merlo | Municipal de la Ciudad de Luján | 17 de fevereiro | 17:00    |
| Excursionistas      | 3 – 1    | Deportivo Español  | Excursionistas                  | 17 de fevereiro | 18:00    |

| Rodada 6            | Rodada 6 | Rodada 6            | Rodada 6                         | Rodada 6        | Rodada 6 |
| Mandante            | Placar   | Visitante           | Estádio                          | Data            | Hora     |
| ------------------- | -------- | ------------------- | -------------------------------- | --------------- | -------- |
| Dock Sud            | 1 – 0    | Central Córdoba (R) | De los Inmigrantes               | 21 de fevereiro | 17:00    |
| Ferrocarril Midland | 3 – 1    | Berazategui         | Ciudad de Libertad               | 22 de fevereiro | 17:00    |
| General Lamadrid    | 1 – 0    | Deportivo Laferrere | Enrique Sexto                    | 23 de fevereiro | 17:00    |
| Leandro N. Alem     | 1 – 2    | Luján               | Leandro N. Alem                  | 23 de fevereiro | 17:00    |
| Cañuelas            | 1 – 2    | Excursionistas      | Talleres de Remedios de Escalada | 24 de fevereiro | 17:00    |
| El Porvenir         | 0 – 3    | Deportivo Merlo     | Gildo Francisco Ghersinich       | 24 de fevereiro | 17:00    |
| Argentino de Merlo  | 4 – 1    | San Martín (B)      | Merlo                            | 24 de fevereiro | 17:00    |
| Sportivo Italiano   | 1 – 3    | Real Pilar          | República de Italia              | 24 de fevereiro | 17:00    |
| Deportivo Español   | 0 – 2    | Victoriano Arenas   | Nueva España                     | 25 de fevereiro | 17:00    |

| Rodada 7            | Rodada 7 | Rodada 7            | Rodada 7                        | Rodada 7        | Rodada 7 |
| Mandante            | Placar   | Visitante           | Estádio                         | Data            | Hora     |
| ------------------- | -------- | ------------------- | ------------------------------- | --------------- | -------- |
| Deportivo Laferrere | 1 – 1    | Dock Sud            | Ciudad de Laferrere             | 28 de fevereiro | 17:00    |
| Real Pilar          | 0 – 0    | Argentino de Merlo  | Carlos Barraza                  | 29 de fevereiro | 17:00    |
| Ituzaingó           | 1 – 1    | Deportivo Español   | Carlos Alberto Sacaan           | 29 de fevereiro | 17:00    |
| Central Córdoba (R) | 0 – 1    | Ferrocarril Midland | Gabino Sosa                     | 29 de fevereiro | 17:00    |
| Luján               | 0 – 0    | El Porvenir         | Municipal de la Ciudad de Luján | 1 de março      | 17:00    |
| Victoriano Arenas   | 2 – 2    | Cañuelas            | Saturnino Moure                 | 1 de março      | 17:00    |
| Excursionistas      | 1 – 0    | Sportivo Italiano   | Excursionistas                  | 1 de março      | 17:00    |
| San Martín (B)      | 1 – 2    | Leandro N. Alem     | Francisco Boga                  | 1 de março      | 17:00    |
| Deportivo Merlo     | 2 – 1    | General Lamadrid    | José Manuel Moreno              | 1 de março      | 17:00    |

| Rodada 8            | Rodada 8 | Rodada 8            | Rodada 8                         | Rodada 8    | Rodada 8 |
| Mandante            | Placar   | Visitante           | Estádio                          | Data        | Hora     |
| ------------------- | -------- | ------------------- | -------------------------------- | ----------- | -------- |
| Cañuelas            | 0 – 2    | Ituzaingó           | Talleres de Remedios de Escalada | 6 de março  | 17:00    |
| Berazategui         | 1 – 2    | Central Córdoba (R) | Norman Lee                       | 6 de março  | 17:00    |
| Leandro N. Alem     | 1 – 3    | Real Pilar          | Leandro N. Alem                  | 6 de março  | 17:00    |
| Argentino de Merlo  | 2 – 0    | Excursionistas      | Merlo                            | 6 de março  | 20:00    |
| Sportivo Italiano   | 1 – 1    | Victoriano Arenas   | República de Italia              | 7 de março  | 17:00    |
| General Lamadrid    | 1 – 0    | Luján               | Enrique Sexto                    | 8 de março  | 17:00    |
| Ferrocarril Midland | 1 – 0    | Deportivo Laferrere | Ciudad de Libertad               | 8 de março  | 17:00    |
| El Porvenir         | 1 – 0    | San Martín (B)      | Gildo Francisco Ghersinich       | 9 de março  | 17:00    |
| Dock Sud            | 3 – 1    | Deportivo Merlo     | De los Inmigrantes               | 10 de março | 17:00    |

| Rodada 9            | Rodada 9 | Rodada 9            | Rodada 9                        | Rodada 9    | Rodada 9 |
| Mandante            | Placar   | Visitante           | Estádio                         | Data        | Hora     |
| ------------------- | -------- | ------------------- | ------------------------------- | ----------- | -------- |
| Ituzaingó           | 1 – 1    | Sportivo Italiano   | Carlos Alberto Sacaan           | 13 de março | 17:00    |
| Deportivo Laferrere | 1 – 0    | Berazategui         | Ciudad de Laferrere             | 14 de março | 16:00    |
| Victoriano Arenas   | 5 – 1    | Argentino de Merlo  | Saturnino Moure                 | 15 de março | 11:00    |
| Real Pilar          | 1 – 1    | El Porvenir         | Carlos Barraza                  | 15 de março | 16:00    |
| Deportivo Español   | 1 – 1    | Cañuelas            | Nueva España                    | 15 de março | 16:00    |
| Deportivo Merlo     | 3 – 1    | Ferrocarril Midland | José Manuel Moreno              | 15 de março | 16:00    |
| Luján               | 2 – 1    | Dock Sud            | Municipal de la Ciudad de Luján | 16 de março | 16:00    |
| San Martín (B)      | 2 – 1    | General Lamadrid    | Francisco Boga                  | 16 de março | 16:00    |
| Excursionistas      | 3 – 1    | Leandro N. Alem     | Excursionistas                  | 16 de março | 18:00    |

## Classificação Geral
Estabelecida pela acumulação de pontos dos clubes participantes durante os Torneos Apertura e Clausura, mediante o sistema de pontuação, onde computa-se 3 pontos por vitória, 1 ponto por empate, e nenhum ponto em caso de derrota.
| Pos. | Equipes             | P  | J  | V  | E  | D  | GP | GC | SG  |
| ---- | ------------------- | -- | -- | -- | -- | -- | -- | -- | --- |
| 1    | Deportivo Laferrere | 49 | 27 | 14 | 7  | 6  | 32 | 22 | 10  |
| 2    | Dock Sud            | 47 | 26 | 13 | 8  | 5  | 37 | 23 | 14  |
| 3    | Real Pilar          | 45 | 27 | 12 | 9  | 6  | 37 | 23 | 14  |
| 4    | Deportivo Merlo     | 44 | 27 | 12 | 8  | 7  | 31 | 26 | 5   |
| 5    | Cañuelas            | 44 | 27 | 13 | 5  | 9  | 30 | 29 | 1   |
| 6    | Argentino de Merlo  | 41 | 27 | 11 | 8  | 8  | 42 | 31 | 11  |
| 7    | General Lamadrid    | 40 | 26 | 11 | 7  | 8  | 28 | 22 | 6   |
| 8    | Berazategui         | 35 | 26 | 9  | 8  | 9  | 39 | 33 | 6   |
| 9    | Ferrocarril Midland | 35 | 26 | 9  | 8  | 9  | 31 | 28 | 3   |
| 10   | Sportivo Italiano   | 34 | 27 | 8  | 10 | 9  | 24 | 28 | –4  |
| 11   | Central Córdoba (R) | 33 | 26 | 7  | 12 | 7  | 30 | 25 | 5   |
| 12   | San Martín (B)      | 33 | 27 | 8  | 9  | 10 | 24 | 28 | –4  |
| 13   | Luján               | 32 | 27 | 8  | 8  | 11 | 28 | 31 | –3  |
| 14   | Leandro N. Alem     | 32 | 27 | 8  | 8  | 11 | 31 | 35 | –4  |
| 15   | Victoriano Arenas   | 32 | 26 | 8  | 8  | 10 | 29 | 33 | –4  |
| 16   | Excursionistas      | 31 | 26 | 9  | 4  | 13 | 28 | 36 | –8  |
| 17   | Ituzaingó           | 29 | 26 | 7  | 8  | 11 | 22 | 27 | –5  |
| 18   | Deportivo Español   | 26 | 26 | 5  | 11 | 10 | 21 | 36 | –15 |
| 19   | El Porvenir         | 17 | 27 | 3  | 8  | 16 | 13 | 41 | –28 |

| Fonte: - AFA (em castelhano) - Solo Ascenso (em castelhano) |  | Regras para classificação: 1. Pontos 2. Play-off (aplicável somente em caso de empate em pontos para decidir o campeão) 3. Saldo de gols 4. Gols marcados 5. Pontos no confronto direto 6. Saldo de gols no confronto direto 7. Gols marcados no confronto direto. |

## Estatísticas

### Artilharia
- Dados até 25 de fevereiro de 2020.[25]

| Pos. | Jogador         | Time                | Gols |
| ---- | --------------- | ------------------- | ---- |
| 1    | Wilson Chimeli  | Real Pilar          | 17   |
| 2    | Damián Villalba | Deportivo Laferrere | 12   |
| 3    | Alan Salvador   | Argentino de Merlo  | 8    |
| 3    | Matías Coselli  | Argentino de Merlo  | 8    |
| 3    | Sergio Sosa     | Berazategui         | 8    |

Fonte: AFA (em castelhano)